# Danny Masterson
Daniel Peter (Danny) Masterson (Albertson (New York), 13 maart 1976) is een Amerikaanse acteur en een voormalig prominent lid van de Scientologykerk. Hij werd vooral bekend door zijn rol als Steven Hyde in de komische televisieserie That '70s Show (1998–2006). Later speelde hij onder andere Milo Foster in Men at Work (2012–2014) en Jameson "Rooster" Bennett in The Ranch (2016–2018). 
In mei 2023 werd Masterson schuldig bevonden aan het verkrachten van twee vrouwen, beiden voormalige leden van de Scientologykerk; er was geen vonnis over een derde aanklacht van verkrachting vanwege een onbesliste jury. Op 7 september 2023 werd hij veroordeeld tot een gevangenisstraf van 30 jaar tot levenslang. Hij gaat daartegen in beroep, maar is reeds geplaatst in een gevangenis in de Amerikaanse staat Californië om zijn celstraf uit te zitten.

## Jeugd en gezin
Masterson werd geboren op Long Island, New York, als de zoon van Carol en Peter Masterson. Hij groeide op in de Scientologykerkgemeenschap, als tweede generatie Scientologylid in Albertson, Garden City en East Williston, New York. Zijn broer Christopher Masterson, eveneens Scientologylid en acteur, is bekend van de komische televisieserie Malcolm in the Middle.
Zijn moeder Carol hertrouwde met Joe Reaiche, een voormalige professionele Australische Rugby League-speler. Hun halfbroers en zussen van moederskant, Jordan Masterson en Alanna Masterson, zijn ook acteurs. De kinderen hebben geen contact meer met Reaiche. Nadat hij zijn gezin had grootgebracht in de Scientologygemeenschap, veranderde hij van gedachten en verliet hij de kerk. Reaiche beweerde dat de Scientologykerk zijn kinderen daardoor dwong hem te mijden. Danny Masterson heeft ook nog een halfbroer van vaderskant, Will Masterson.
In 2004 begon Masterson te daten met actrice Bijou Phillips, in 2009 verloofden ze zich, en ze trouwden op 18 oktober 2011. Hun dochter werd geboren in februari 2014. Op 18 september 2023 vroeg Phillips een echtscheiding aan, waarbij ze als reden onverenigbare meningsverschillen aanvoerde en volledige juridische en fysieke voogdij over hun kind aanvroeg, evenals partneralimentatie.

## Acteercarrière
Masterson was een kindermodel en vanaf zijn vijfde te zien in tijdschriftartikelen en tv-commercials. Masterson speelde op achtjarige leeftijd in musicals en begon met acteren. Zijn zangstem "verdween" tegen de tijd dat hij een tiener werd. Op 16-jarige leeftijd had hij al in meer dan honderd commercials gespeeld. Hij had een rol in detectiveserie Jake and the Fatman (1988), maar zijn eerste rol van betekenis kwam nadat hij met zijn ouders verhuisde naar Los Angeles, alwaar hij een belangrijke rol speelde in de film Beethoven's 2nd (1993). Daarna volgden andere film- en televisierollen, zoals in de televisieseries Roseanne (1994) en Cybill (1997-1998) en in de film Face/Off (1997, met in de hoofdrollen de sterren John Travolta en Nicolas Cage).
Zijn grote doorbraak beleefde hij met zijn rol als de tamelijk stoere en rebellerende tiener Steven Hyde in de komische televisieserie That '70s Show (1998-2006). Nadat de serie was afgelopen, speelde Masterson in verschillende films en maakte hij gastoptredens in televisieshows, waaronder Punk'd en MADtv. Samen met That '70s Show co-sterren Ashton Kutcher en Wilmer Valderrama was hij gastheer van de Fox-tv-special Woodstock 1999. Hij had een rol in de komedie Yes Man uit 2008 en speelde samen met zijn echte vrouw, Bijou Phillips, in het drama The Bridge to Nowhere uit 2009.
In 2011 had Masterson een gastrol als James Roland in USA Network's White Collar (aflevering "Where There's A Will"). Hij portretteerde Jerry Rubin in de film The Chicago 8 (2010). In 2012 verscheen hij in de film Alter Egos, geregisseerd door Jordan Galland.
Later speelde hij Milo Foster in Men at Work (2012–2014). Samen met Sam Elliott, Ashton Kutcher en Elisha Cuthbert speelde hij van 2016 tot 2018 in de Netflix-comedyserie The Ranch. Zijn personage, Jameson "Rooster" Bennett, werd tijdens het filmen van het derde seizoen van 20 afleveringen uit de serie geschreven vanwege beschuldigingen van verkrachting en aanranding aan zijn adres.
Vanwege de beschuldigingen en het resulterende proces was Masterson het enige prominente castlid van That '70s Show dat niet werd uitgenodigd voor de vervolgreeks That '90s Show, en tevens werd zijn karakter, Steven Hyde, niet genoemd in de nieuwe reeks. Zijn voormalige tegenspeelster in That '70s Show en voormalig Scientologylid, Laura Prepon, had de Scientologykerk verlaten tegen de tijd dat de beschuldigingen tegen Masterson bekend werden.

## Andere bezigheden
Naast het acteurschap trad hij regelmatig op als dj in nachtclubs in Los Angeles, onder de naam DJ Mom Jeans (voorheen DJ Donkey Punch). Ook was hij medepresentator van de radioshow Feel My Heat op Indie 103.1 fm, een in Los Angeles gestationeerde radiozender. 
Verder begon hij samen met medeacteurs Wilmer Valderrama en Ashton Kutcher uit That '70s Show - met beiden raakte hij hecht bevriend - het restaurant Dolce in Los Angeles.

## Seksueel misbruik
In maart 2017 deden drie vrouwen aangifte van seksueel geweld tegen Masterson, wat leidde tot een onderzoek door de Los Angeles Police Department (LAPD). Masterson ontkende de beschuldigingen via zijn zaakwaarnemer. Als reactie op de beschuldigingen schreef Netflix hem op 5 december 2017 uit de comedyserie The Ranch.
Cedric Bixler Zavala, zanger van de bands The Mars Volta en At the Drive-In, beweerde dat Masterson zijn vrouw seksueel had misbruikt. Het nummer Incurably Innocent (van het At the Drive-In album In•ter a•li•a uit 2017) zou gaan over het incident. Een ex-vriendin van Masterson uitte in december 2017 soortgelijke beschuldigingen van verkrachting, waarna talentenbureau United Talent Agency alle banden met hem verbrak.
In 2018 werd een geplande aflevering van Leah Remini's show Aftermath, die focuste op de beschuldigingen van verkrachting tegen Masterson, vertraagd vanwege druk vanuit de Scientologykerk. De aflevering werd uiteindelijk uitgezonden op 27 augustus 2019.
In augustus 2019 spanden vier vrouwen een civiele rechtszaak aan tegen Masterson en de Scientologykerk wegens stalking en intimidatie, voortkomend uit hun beschuldigingen van verkrachting. Een van de  vrouwen beweerde dat haar hond stierf aan (onverklaarbare) traumatische verwondingen aan zijn luchtpijp en slokdarm, ook beweerde ze dat Scientologykerkleden haar achtervolgden terwijl ze in haar auto reed, haar filmden zonder toestemming, haar online lastigvielen en onder haar naam advertenties plaatsten op sociale-mediasites waarin ze om seks vroeg. Een andere aanklager verklaarde dat zij en haar buren een man vanaf haar oprit foto's hadden zien maken, waarna er later die avond werd ingebroken via een raam in de slaapkamer van haar 13-jarige dochter. Op 22 januari 2020 meldde Cedric Bixler Zavala dat een tweede huisdier moest worden afgemaakt, omdat het rattengif had gekregen, gewikkeld in een opgerold stuk rauw vlees, en hij beweerde dat dit was gedaan door Scientologyleden als reactie op zijn herhaalde openbare verklaringen waarin hij beweerde dat Masterson zijn vrouw had verkracht (die een van de vier vrouwen was die een aanklacht tegen Masterson hadden ingediend). Dergelijke beweringen over stalking en intimidatie zijn indicatief voor een Scientologybeleid genaamd Fair Game, waarvan de kerk verklaarde dat deze in 1968 werd geschrapt door oprichter L. Ron Hubbard. De advocaten van de aanklagers beweerden dat het nog wel werd toegepast bij tegenstanders en ex-Scientologyleden, door middel van 'uitbesteding' aan privédetectives en politieagenten buiten dienst.
Op 17 juni 2020 werd Masterson aangeklaagd voor het drogeren en met geweld verkrachten van een 23-jarige vrouw in 2001, een 28-jarige vrouw begin 2003 en een 23-jarige vrouw eind 2003 in zijn huis in de Hollywood Hills. De drie aanklachten volgden na een driejarig onderzoek dat in 2017 begon. De vrouwen waren op het moment van de verkrachting lid van de Scientologykerk. Op 21 januari 2021 pleitte Masterson niet schuldig.
Op 18 mei 2021 begon een vierdaagse voorbereidende hoorzitting. Op 21 mei 2021 zei Charlaine F. Olmedo, rechter bij het Superior Court in Los Angeles County, dat ze "alle drie de getuigen geloofwaardig vond en dat het bewijsmateriaal dat tijdens de voorbereidende hoorzitting werd gepresenteerd, voldoende was". Masterson zou worden berecht voor drie aanklachten van verkrachting en moest bij zijn volgende voorgeleiding zijn paspoort inleveren. De verkrachtingszaak tegen Masterson begon in oktober 2022. In december 2022 werd de zaak nietig verklaard, omdat de juryleden het niet eens konden worden. Daarna openden de aanklagers een nieuwe zaak.
In april/mei 2023 stond Masterson opnieuw terecht voor het verkrachten van de drie vrouwelijke Scientologyleden. Masterson beweerde eerder al dat de vrouwen vrijwillig seks met hem hadden. Hij legde geen verklaring af in de rechtbank. Masterson zou zijn positie binnen de Scientologykerk jarenlang hebben misbruikt om aan zijn straf te ontkomen. Op 31 mei 2023 bevond een jury in Los Angeles, bestaande uit zeven vrouwen en vijf mannen, Masterson schuldig aan twee gevallen van verkrachting. Over de derde aanklacht werd de jury het niet unaniem eens; er stemden acht juryleden voor veroordeling en vier tegen. Masterson werd meteen na het voorlezen van het vonnis afgevoerd in handboeien en in hechtenis genomen. Op 7 september 2023 werd hij veroordeeld tot de maximum straf die de wet toestond, namelijk 30 jaar (twee keer 15 jaar, aaneengesloten) tot levenslang. Dit betekent dat Masterson, nadat hij 25,5 jaar van zijn straf heeft uitgezeten in aanmerking komt voor vervroegde vrijlating, maar ook levenslang in de gevangenis kan worden vastgehouden.
In oktober 2023 werd Masterson uit de Scientologykerk gezet.

## Rollen

### Film
- Beethoven's 2nd (1993), Seth
- Bye Bye Love (1995), Mikey
- Star Kid (1997), Kevin, vriend van Stacey
- Trojan War (1997), Seth
- Face/Off (1997), Karl
- The Faculty (1998)
- Too Pure (1998), Tipper
- Wild Horses (1998), Danny
- Dirt Merchant (1999), Dirt Merchant
- Dracula 2000 (2000), Nightshade
- How to Make a Monster (2001), Jeremy
- Alex in Wonder (2001), Patrick
- Strange Frequency (2001), Randy
- Hold On (2002)
- Hip, Edgy, Sexy, Cool (2002)
- Comic Book Villains (2002), Conan
- You Are Here (2006), Derek
- Puff, Puff, Pass (2006), Larry
- Caperss (2007), Fitz
- Smiley Face (2007), Steve de kamergenoot
- Yes Man (2008), Rooney
- The Bridge to Nowhere (2009)

### Televisie
- Jake and the Fatman (1988), Butch
- Joe's Life (1993), Leo Gennaro
- NYPD Blue (1994), John
- Roseanne (1994), Jimmy
- Extreme (1995), Skeeter
- Party of Five (1996), Matt
- Tracey Takes On... (1996), King the dog
- Her Last Chance (1996), Ryan
- Seduced by Madness: The Diane Borchardt Story (1996), Seth
- American Gothic (1996), Ray
- Cybill (1996-1998), Justin Thorpe
- Sliders (1997), Renfield
- That '70s Show (1998-2006), Steven Hyde
- Strange Frequency (2001), Randy
- Grounded for Life (2001), Vince
- How to Make a Monster (2001), Jeremy
- MADtv (2002 en 2004)
- Entourage (2005), als zichzelf
- Punk'd (2005), als zichzelf
- Robot Chicken (2006), als zichzelf
- Men At Work (2012), Milo Foster
- The Ranch (2016)